# قطعنامه ۴۷۳ شورای امنیت
قطعنامه ۴۷۳ شورای امنیت سازمان ملل متحد که در تاریخ ۱۳ ژوئن ۱۹۸۰ تصویب شد، سندی بین‌المللی دربارهٔ آفریقای جنوبی است. این قطعنامه طی نشست ۲٬۲۳۱ام با ۱۵ موافق، ۰ مخالف و ۰ ممتنع تصویب شد.